# Litocampa perkinsi
Litocampa perkinsi är en urinsektsart som först beskrevs av Filippo Silvestri 1934.  Litocampa perkinsi ingår i släktet Litocampa och familjen Campodeidae. Inga underarter finns listade i Catalogue of Life.